# Russo-Balt

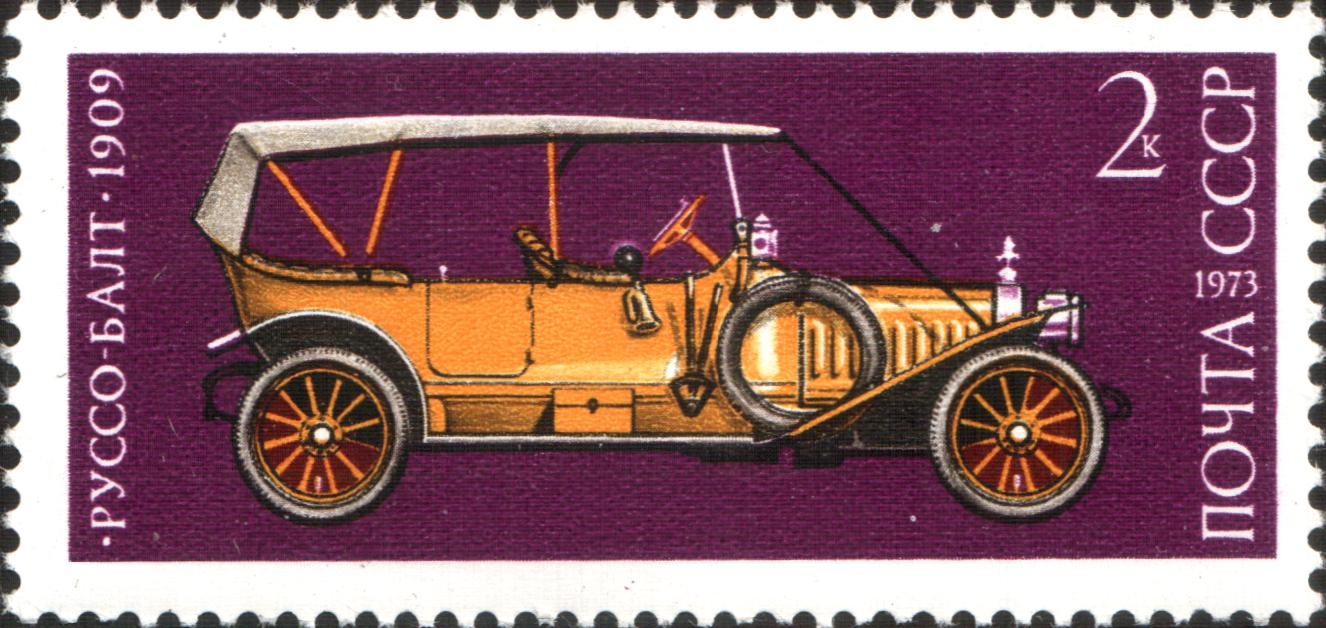
Russo-Balt, sovětská poštovní známka z roku 1973

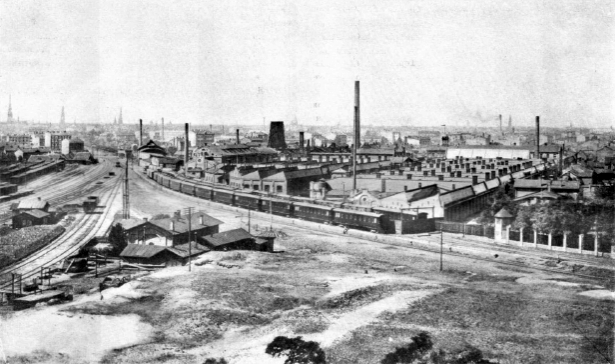
Rusko-Baltská vagónka (RBVZ, 1909)

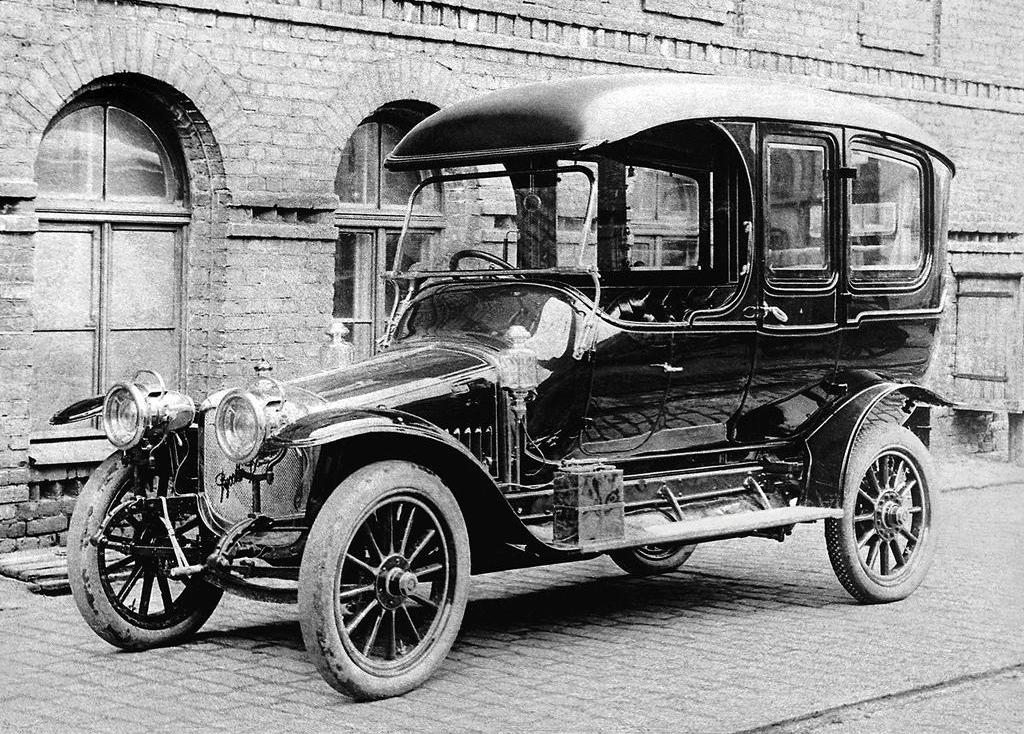
Russo-Balt С-24/40 (1910)

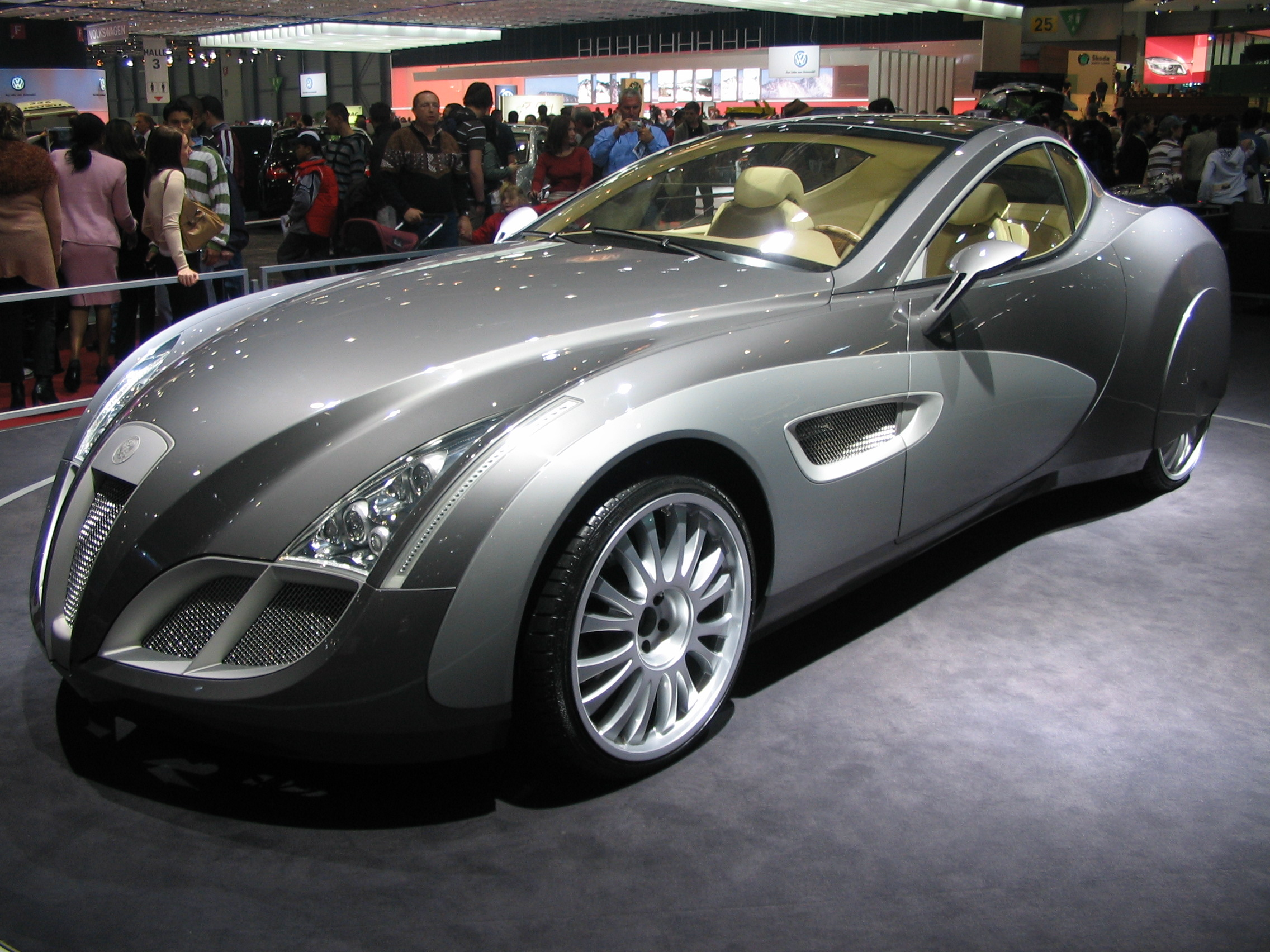
Russo-Baltique Expression (2007)

Russo-Balt (rusky Руссо-Балт, také Russo-Baltique) byl v letech 1909 až 1923 ruský výrobce automobilů sídlící v Rize. Byly zde vyráběny i první sériově vyráběné těžké bombardéry na světě, čtyřmotorové stroje Ilja Muromec.

## Historie
Automobily Russo-Balt byly vyráběny v letech 1909 až 1915 v Rusko-Baltské vagónce (RBVZ, rusky Русско-Балтийский вагонный завод, РБВЗ) v Rize (dnes Lotyšsko). První automobil opustil brány továrny 27. května 1909. Jeho autorem byl tehdejší šéfkonstruktér, Švýcar Julien Potterat. Potterat s vozem v roce 1911 uskutečnil cestu po Evropě, navštívil i svou vlast – Švýcarsko. V roce 1917, po revoluci, byla otevřena druhá továrna v Petrohradě.
V roce 1922 byla výroba přesunuta z Petrohradu do továrny BTAZ v Moskvě. Vozy byly v letech 1922 a 1923 vyráběny pod značkou Prombron. Russo-Balt vyráběl jak osobní tak i nákladní automobily, kromě jiného i licenční vozy „Rex-Simplex“ německé firmy Deutsche Automobil-Industrie Hering und Richard a model „24/30 CV“ belgického výrobce Fondu. Tato moskevská továrna je dnes součástí Státního kosmického vědeckovýrobního střediska M. V. Chruničeva.
Původní továrna Russo-Balt v Rize vyrábí v současnosti přívěsy za osobní automobily.

### Vozidla

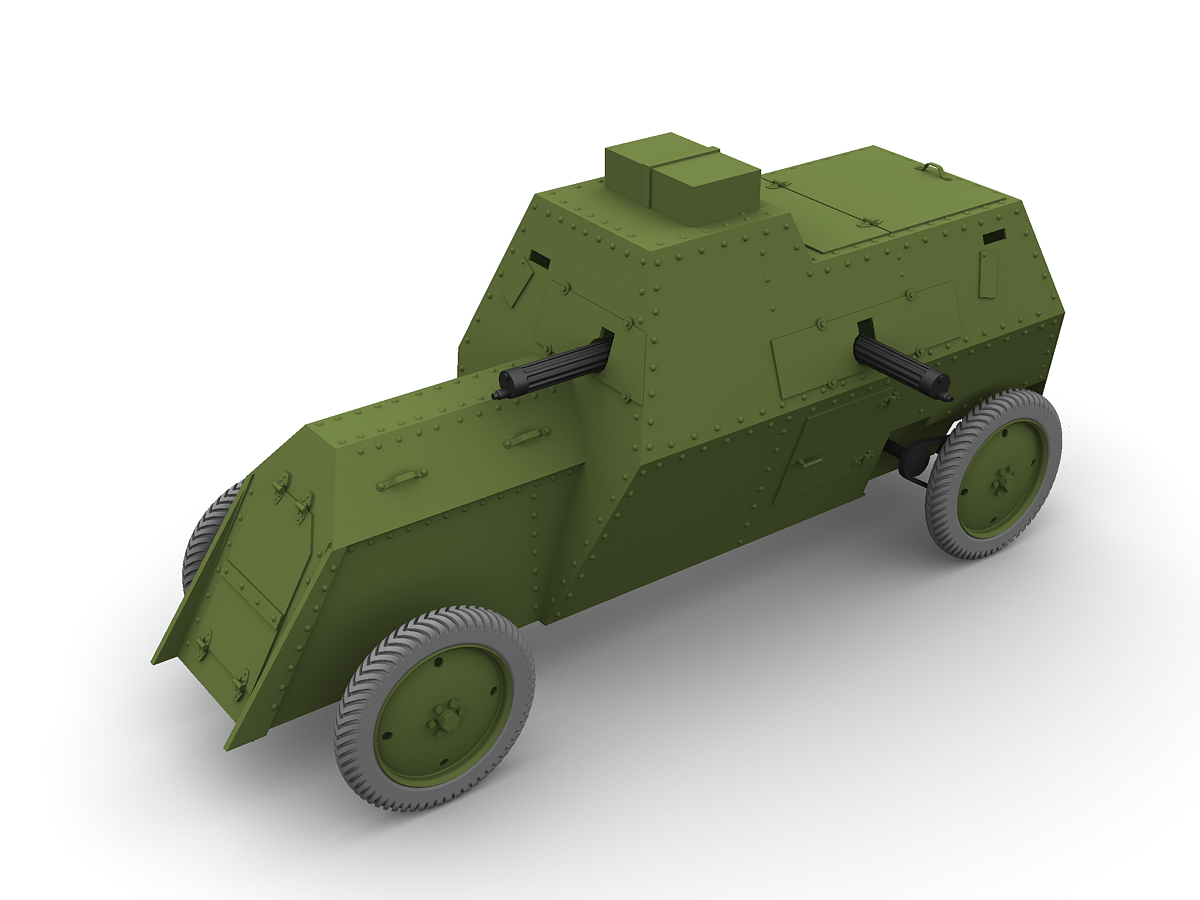
3D model obrněného automobilu Russo-Balt (1914)

Do současnosti se zachovaly pouze dva automobily Russo Balt. Jedním je hasičské vozidlo postavené na podvozku nákladního vozu Typ D v roce 1912. Je vystaven v rižském muzeu motorismu.
Druhým je Russo-Balt K12/20 z roku 1911, jehož vlastníkem je Polytechnické muzeum v Moskvě.
- Russo-Balt 24-30 (1909)
- Russo-Balt Typ C (1909)
  - Russo-Balt C24-30 (1909)
    - Russo-Balt C24-30 Faeton (≥ 1909)
    - Russo-Balt Landole C24-30 (1909)

  - Russo-Balt C24-40 (1913)
  - Russo-Balt C24-50 (1909/'10/'1/'2)
  - Russo-Balt C24-58 (1909/'10/'1/'2/'3)
- Russo-Balt Typ K (1909)
  - Russo-Bal K12-20 (1909)
- Russo-Balt Typ E (1914)

### Vojenská vozidla
- Russo-Balt Typ C (1912) (na bázi běžného modelu)

### Nákladní automobily
- Russo-Balt Typ D (1912)
- Russo-Balt Typ M (1913)
- Russo-Balt Typ T (1913)

## Koncept z roku 2007
Moskevský designérský ateliér Alevel představil v roce 2007 na Ženevském autosalonu prototyp s označením Russo-Baltique, který vznikl ve spolupráci s německou firmou Gerg.